# Cantimpalos
Cantimpalos é um município da Espanha na província de Segóvia, comunidade autónoma de Castela e Leão, de área 26,41 km² com população de 1401 habitantes (2007) e densidade populacional de 49,07 hab/km².

## Demografia
| Variação demográfica do município entre 1991 e 2004 | Variação demográfica do município entre 1991 e 2004 | Variação demográfica do município entre 1991 e 2004 | Variação demográfica do município entre 1991 e 2004 |
| --------------------------------------------------- | --------------------------------------------------- | --------------------------------------------------- | --------------------------------------------------- |
| 1991                                                | 1996                                                | 2001                                                | 2004                                                |
| 1332                                                | 1306                                                | 1284                                                | 1296                                                |